# De 12 ori Crăciunul
12 Dates of Christmas este un film de Crăciun american din 2011 regizat de James Hayman. În rolurile principale joacă actorii Amy Smart și Mark-Paul Gosselaar.
A avut premiera pe canalul american ABC Family la 11 decembrie 2011 în cadrul blocului de programe  25 Days of Christmas.

## Prezentare
Kate se trezește că retrăiește Ajunul Crăciunului (inclusiv o primă întâlnire cu un bărbat pe nume Miles pe care nu-l știa cum arată) iar și iar în fiecare zi. Ea trebuie să descopere cum să întrerupă această repetiție a timpului -  ar trebui să se împace cu fostul ei prieten Jack, ar trebui să rămână cu Miles sau ce altceva?

## Actori
- Amy Smart este Kate Stanton
- Mark-Paul Gosselaar este Miles Dufine
- Jayne Eastwood este Margine Frumkin
- Peter MacNeill este Mike Stanton
- Richard Fitzpatrick este Jim
- Benjamin Ayres este Jack Evans
- Jennifer Kydd este Nancy
- Martin Roach este Dr. Kirschner
- Joe MacLeod este Toby
- Laura Miyata este Miyoko

## Coloana sonoră
"Angels are Singing (Îngerii cântă)" este un cântec interpretat de artistul american Jordin Sparks, cântecul servind ca temă muzicală a filmului 12 Dates of Christmas. A fost lansat pentru descărcare digitală la 27 noiembrie 2011 pe iTunes și amazon.com.